# رحمت أكبري
رحمت أكبري (بالإنجليزية: Rahmat Akbari)‏ هو لاعب كرة قدم أسترالي في مركز الوسط، ولد في 20 يونيو 2000 في أفغانستان. لعب مع نادي بريزبان رور.

## وصلات خارجية
- رحمت أكبري على موقع قاعدة بيانات كرة القدم.إي يو (الإنجليزية)
- رحمت أكبري على موقع ناشيونال فوتبول تيمز (الإنجليزية)
- رحمت أكبري على موقع Soccerway.com (الإنجليزية)
- رحمت أكبري على موقع GSA (الإنجليزية)